# گئورگی سیچیناوا
گئورگی سیچیناوا (گرجی: გიორგი სიჭინავა؛ زادهٔ ۱۵ سپتامبر ۱۹۴۴) بازیکن فوتبال گرجی‌تبار اهل اتحاد جماهیر شوروی سوسیالیستی بود.
از باشگاه‌هایی که در آن بازی کرده‌است می‌توان به باشگاه فوتبال دینامو تفلیس اشاره کرد.
وی همچنین در تیم ملی فوتبال شوروی بازی کرده‌است.